# K.Flay
Кристина Мередит Флаэрти (англ. Kristine Meredith Flaherty; род. 30 июня 1985 года, Уилметт, Иллинойс, США), более известная как K.Flay — американский музыкант, певица, рэпер и автор песен. В 2016 году она заключила контракт с Interscope Records. На 60-й церемонии «Грэмми» альбом K. Flay Every Where Is Some Where был номинирована в категории Лучший инжиниринг альбома, не классического, а песня Blood In The Cut — на лучшую рок-песню.

## Ранняя жизнь
Кристина Мередит Флаэрти родилась в Уилметт, Иллинойс 30 июня 1985 года. Посещала близлежащую New Trier High School. Её родители развелись, когда ей было семь лет, после чего Кристина осталась жить с матерью, которая вскоре вновь вышла замуж. В 2003 году она поступила в Стэнфордский университет.

## Личная жизнь
С июня 2018 года до 2021 года K.Flay состояла в отношениях с американской исполнительницей Miya Folick.

## Награды и номинации
| Год  | Премия        | Номинант                  | Категория                                   | Результат |       |
| ---- | ------------- | ------------------------- | ------------------------------------------- | --------- | ----- |
| 2018 | Grammy Awards | Every Where Is Some Where | Лучший инжиниринг альбома, не классического | Номинация | [ 3 ] |
| 2018 | Grammy Awards | "Blood in the Cut"        | Лучшая рок-песня                            | Номинация | [ 3 ] |

## Дискография

### Студийные альбомы
| Год  | Альбом                                                                              | Высшая позиция в чарте | Высшая позиция в чарте | Высшая позиция в чарте | Высшая позиция в чарте |
| Год  | Альбом                                                                              | US                     | US Rap                 | US Heat                | CAN                    |
| ---- | ----------------------------------------------------------------------------------- | ---------------------- | ---------------------- | ---------------------- | ---------------------- |
| 2014 | Life as a Dog - Дата выхода: 24 июня 2014 - Лейбл: Bummer Picnic Records - Форматы: | 133                    | 14                     | 2                      | —                      |
| 2017 | Every Where Is Some Where - Дата выхода: 7 апреля 2017 - Лейбл: - Форматы:          | 118                    | —                      | 1                      | 50                     |
| 2019 | Solutions - Дата выхода: 12 июля 2019 - Лейбл: - Форматы:                           | —                      | —                      | —                      | —                      |

### Компиляции и микстейпы
| Год  | Название                | Лейбл        |
| ---- | ----------------------- | ------------ |
| 2005 | Suburban Rap Queen      | Flayzer Beam |
| 2009 | Mashed Potatoes         | Flayzer Beam |
| 2011 | I Stopped Caring in '96 | Flayzer Beam |
| 2013 | West Ghost              | Flayzer Beam |

### Мини-альбомы
| Год  | Название                        | Лейбл                 |
| ---- | ------------------------------- | --------------------- |
| 2010 | K.Flay                          | Self-released         |
| 2012 | Eyes Shut                       | RCA                   |
| 2013 | What If It Is                   | RCA                   |
| 2016 | Crush Me                        | Interscope            |
| 2020 | Don’t Judge A Song By Its Cover | BMG Rights Management |

### Совместные релизы
| Год  | Название             | Второй исполнитель | Лейбл                              |
| ---- | -------------------- | ------------------ | ---------------------------------- |
| 2009 | Single and Famous EP | MC Lars            | Horris/Flayzer Beam                |
| 2018 | Lucky One            | Tom Morello        | BMG Rights Management (UK) Limited |

### Синглы

#### Как главный исполнитель
| Название                                                                                | Год  | Высшая позиция в чарте | Высшая позиция в чарте | Альбом                    | Сертификации |
| Название                                                                                | Год  | US Alt.                | US Main.               | Альбом                    | Сертификации |
| --------------------------------------------------------------------------------------- | ---- | ---------------------- | ---------------------- | ------------------------- | ------------ |
| «2 Weak»                                                                                | 2011 | —                      | —                      | Не часть альбома          |              |
| «Fuck & Run»                                                                            | 2011 | —                      | —                      | Не часть альбома          |              |
| «Rest Your Mind» (с Felix Cartal)                                                       | 2012 | —                      | —                      | Не часть альбома          |              |
| «LA Again»                                                                              | 2012 | —                      | —                      | Не часть альбома          |              |
| «Hail Mary» (с Danny Brown)                                                             | 2013 | —                      | —                      | What If It Is             |              |
| «Rawks»                                                                                 | 2013 | —                      | —                      | What If It Is             |              |
| «Make Me Fade»                                                                          | 2014 | —                      | —                      | Life as a Dog             |              |
| «FML»                                                                                   | 2016 | —                      | —                      | Не часть альбома          |              |
| «Blood in the Cut»                                                                      | 2016 | 4                      | 18                     | Crush Me                  | - RIAA: Gold |
| «Black Wave»                                                                            | 2017 | —                      | —                      | Every Where Is Some Where |              |
| «High Enough»                                                                           | 2017 | 20                     | —                      | Every Where Is Some Where |              |
| «Giver»                                                                                 | 2017 | 25                     | —                      | Every Where Is Some Where |              |
| «Dreamers»                                                                              | 2017 | —                      | —                      | Every Where Is Some Where |              |
| «Bad Vibes»                                                                             | 2019 | 27                     | —                      | Solutions                 |              |
| «Sister»                                                                                | 2019 | 32                     | —                      | Solutions                 |              |
| «Not In California»                                                                     | 2019 | —                      | —                      | Solutions                 |              |
| "Zen " (с X Ambassadors иGrandson)                                                      | 2020 | 24                     | —                      | TBA                       |              |
| «So Slow» (с Vanic)                                                                     | 2020 | —                      | —                      | Не часть альбома          |              |
| «—» обозначает сингл, который не попал в данный чарт или не был выпущен в этом регионе. |      |                        |                        |                           |              |

#### Как приглашённый исполнитель
| Название                 | Главный исполнитель | Год  | Высшая позиция в чарте | Высшая позиция в чарте |
| Название                 | Главный исполнитель | Год  | US Alt.                | US Rock                |
| ------------------------ | ------------------- | ---- | ---------------------- | ---------------------- |
| «It’s Strange»           | Louis the Child     | 2015 | —                      | —                      |
| «Favorite Color Is Blue» | Robert DeLong       | 2018 | 16                     | 36                     |
| «Make It Up as I Go»     | Mike Shinoda        | 2018 | 22                     | —                      |
| «Called You Twice»       | FIDLAR              | 2019 | —                      | —                      |
| «Forgot How To Dream»    | Ekali               | 2019 | —                      | —                      |
| «Text Voter XX to 40649» | grandson            | 2020 | —                      | —                      |
| «Hurting on Purpose»     | Whethan             | 2020 | —                      | —                      |